# ایوانووتسی، لیئگ
ایوانووتسی (صربی: Ivanovci}} یک منطقهٔ مسکونی در صربستان است که در Ljig واقع شده‌است.